# Криви вир
Криви вир је  стамбено насеље у Нишу, у Нишавском управном округу. Административно припада Градској општини Медијана, најмногољуднијој општини у Нишу. Саграђено је почетком 1980-их година 20. века.
Насеље је троугластог облика а границе су: Булевар Немањића - Византијски Булевар - Габровачка река 
1. ↑  "Гугл мапа"